# 電波教師
《電波教師》是東毅的日本少年漫畫作品。连载于小學館的漫画杂志《週刊少年Sunday》，其中第一部连载于2011年49號－2014年50號，第二部連載于2015年14号－2017年18号。
2015年1月，少年Sunday官方网站發表本作將改编为电视动画，並于2015年4月4日開始播放。

## 劇情概要
鑑純一郎沉迷漫畫、動畫、遊戲，把更新動畫部落格作為每天的課題，大學畢業後就過著宅生活，因為妹妹的關係回母校當代理講師。
純一郎以打破常規的教育方針獲得學生的信賴，卻因學校的關係而被解雇。之後被目擊他的課外課程且感到興趣的少女柊历的邀請，再次回到教師生活。

## 登場人物
※聲優為DRAMA CD版／SundayCM劇場版／電視動畫版。當標記一人時為DRAMA CD版。

### 鑑家
鑑純一郎（聲：小野大輔／同左／神谷浩史）
本作的主人公，24歲，4月1日生。大學畢業後在家過了一年的宅生活、因為妹妹的關係回母校東神明高中當代理講師、之後接受柊历的邀請到銀杏學園當教師。有對除妹妹之外的學生、給他人獨特的外號。
在17歳時發表「任意門設計論」、在同一時間成為骨灰級網蟲。基本上對於自己沒有興趣的東西不會去做、本人是「只做想做的事（YD）」可是會為了有趣的事而全力去做的類型。是宅男同时也是天才。精通物理（世界级天才）、游戏（可盲狙）和计算机（宇宙级）。
原本物理非常不好（本人是說最初只有5分）、但為了「是製作任意門必要的知識」而學習，結果得到驚人的知識。
噬身之蛇的最強玩家，在很多電玩遊戲也都是紀錄保持人。看起來是開玩笑，其實做任何事都是異於常人的認真。在班級戰爭中目前零敗。雖然擅長遊戲，但絕對不認同把真實人生視為遊戲的說法。
鑑純音（聲：阿澄佳奈／同左／松井玲奈）
純一郎的妹妹、銀杏學園高中部2年3班，10月13日生。會打壘球、每天將1400次揮棒當作日常練習。
稱呼純一郎「老哥」。是名兄控、基本上對哥哥很嚴格、管理哥哥的金錢。虽然表面凶悍但实际很为哥哥着想。绝不会让老哥真正讨厌的事情发生。对于哥哥和其他女孩的“亲密”接触，显得极为在意。
鑑公正
純一郎與純音的父親。以前是一名教師。
與妻子美世一同參加了「火星移民計劃」。
鑑美世
純一郎與純音的母親，原姓九重。以前是鑑公正的學生。
不顧父親九十九的反對，固執地與公正結婚，並誕下純一郎與純音。
由於受到兒子純一郎的慫恿，而與丈夫公正一同參加了「火星移民計劃」。

### 柊學園、銀杏學園
柊曆（聲：赤崎千夏／長田美雪／三森鈴子）
柊学園的理事長。純一郎稱呼為「附加選項」或「頭銜女」。3月31日生。
國中畢業後就接任理事長、以「有趣的國家、日本」為教育理念的電波系少女。給純一郎「有趣教師」的評價而邀請到銀杏学園。平時拿著日本圖案的扇子。表面上天然呆，脱线，其实内心缜密。

#### 銀杏學園關係人
桃園牧奈（聲：日笠陽子／同左／大西沙織）
銀杏學園學生會會長。高等部3年2班。8月11日生。純一郎稱為「不規則雙馬尾」。與父母和弟弟一也為四人家庭。
曆的左右手，擔任學生會會長的同時也兼任劍道社主將與風紀委員，正义感很强，严守规则的典型。
去過女僕咖啡廳幫忙好幾次。
嘴巴上說是看不慣純一郎的做法，其實早已喜歡上他。是一個傲嬌的女生。
第二部開始成為實習老師。
式島切子（聲：大橋步夕／同左／田所梓）
銀杏學園高等部2年3班。11月23日生。
曾經因為女僕店打工違反校規而面臨退學處分，在純一郎的鼓勵下重拾自己身為女僕的喜悅與自信，堅定了自己的夢想，以此契機向外揭開自己身為地下知名偶像‧女僕中的女僕──「勝利少女」的身份，其表演的視頻在短時間內獲得大量觀看數，獲得了普遍承認而取消退學處分。
喜欢纯一郎。
純一郎稱為「薯條女」。
七海征十郎（聲：無／濱田賢二／細谷佳正）
銀杏學園高等部2年3班。
仰慕棒球選手的父親，並將其說過的話當作信念。
中學時期曾經是左投的少棒選手，即使左腕受傷依然不願意從踏板下來的狂熱舉止讓隊友們都畏懼他，並稱呼其為「怪物」。在縣大會決賽上，擔任二壘手的學長為了報復七海入隊以後搶走了自己投手位置，故意漏接。此舉導致七海暴怒在場上發生暴力行為，從此被中學棒球界放逐。接著父親因病、勞累過度而去世，七海因為父親的死以及父親死前所說的話而變得更加暴躁，加入葉美奈子為首的不良組織，成天逞凶鬥狠，已經讓許多學生受傷住院。
與擔任新老師的鑑純一郎發生糾紛，被理事長柊曆設局要雙方對決。接著以為仰慕的前輩葉美奈子被純一郎給誘拐要脅，接受了純一郎提出的足球對決，直到當天才發現比賽內容不是電玩而是實際的足球賽，且對手是足球男子校隊，自己的隊友則是女子足球隊。面對如此明顯的差距，七海起先非常氣憤，以至於比賽途中出現暴力行為，然而還是強壓住憤怒，開始思考求勝的方法。思考後得到的解就是非常難以實行的長傳突破，七海成功用此方法贏得比賽。因為純一郎安排的這場比賽，七海重新找到自己人生的意義，對純一郎表示「認輸」。
加入了足球隊，自此以後和純一郎成為類似於朋友的關係。
純一郎稱為「改造人」，而他也稱對方為「御宅教師」。
千波花音（聲：竹達彩奈／同左／日高里菜）
銀杏學園高等部2年3班。6月19日生。
起初厭惡自己的娃娃音（生放送上，網友稱呼為2.5次元音），平常在外完全不開口說話，都以手機文字來表達跟交談。仰慕女歌星海莉的歌喉，並期望自己的聲音能和海莉一樣。
為了去參加海莉的公演，必須完成父母親的期望在期中考內考到前十名，為此去網路上聯繫傳說中的家庭教師，結果來的竟然就是自己的級任導師純一郎。在純一郎量身訂作的教學遊戲下成功地增進了學業，然而在考試前意識到自己的努力只是為了逃避自己的聲音而感到意識消沉。純一郎找到花音後，讓她明白了自己的獨特性是多麼彌足珍貴，不再厭惡自己的聲音，開始會在外開口說話，甚至開始以成為聲優、女主播為目標。
喜欢纯一郎。
純一郎稱為「動畫娘」。
天上院騎咲／田中幸子（聲：井上麻里奈／KUMA＠變態熊／佐倉綾音）
銀杏學園高等部2年3班，1月1日生。本名「田中幸子」。
純一郎最喜歡的漫畫家。在知道自己班上的逃學生是在畫漫畫時一點也不生氣，反而鼓勵大家追求夢想。也因此，所有學生都喜歡這個老師而來上學。
原本和桃園牧奈是一起入學的高等部3年2班同班同學，高二时两年不去上学，是為了畫漫畫而逃學，因此留了級。因为留级而和纯音同班。纯一郎对她的作品评价很高，并支持她的漫画创作。
藏持圓（聲：無／無／M・A・O）
銀杏學園高等部1年級，6月25日生。學生會會計。國內大型遊戲製造公司「KMC」的獨生女。
很會估值人事物，但是在純一郎身上完全看不透，也因此喜歡上純一郎，甚至發誓總有一天一定要純一郎親自來向自己求婚為新目標而努力中。
戶籍地於大阪市大阪府，現居地址埼玉縣。
其父藏持四角，其母藏持美澄。
荒木光太郎（聲：澤城美雪／無／豐崎愛生）
銀杏學園高等部2年3班。2月17日生。
男性，從小就對女生喜歡的事物更有興趣。國中時開始裝扮成女性，由於體型還有外貌等關係，即使裝扮成女性也幾乎不會被發現其實是男兒身。
國中時一次裝扮女性外出被學校同學認出，至此不敢再去學校。躲入虛擬世界噬身之蛇中，並與自己的導師純一郎(光太郎不知情)成為遊戲中知名的雙人搭檔。最後在純一郎的激勵下向全班同學坦承自己的身份以及興趣，之後終於回到學校，並穿著女裝被大家所接受。喜歡純一郎。
西九條纏（聲：無／無／種田梨沙）
在銀杏學園發生意外身亡而變成幽靈，在純一郎及學生們的幫助下，成功讓她上升天成佛。
貴澄美森
銀杏學園新聞部的皇牌。
真正身份是政府官員。
櫛名田萌美（聲：無／無／夏川椎菜）
銀杏學園中等部3年級。夢想成為一名偶像，目前是隸屬藝能事務所的研究生。
不破定光
銀杏學園高等部1年級。
柿谷（聲：蒼井翔太／無／岡本信彥）
男子足球社主將。位置為後衛，中學因足技優秀分配在前鋒的位置。
小田原（聲：無／無／松岡禎丞）
銀杏學園高等部2年2班。有著在異性面前會大量流出鼻血的特異體質。
真知子
銀杏學園高等部2年3班。暗戀著七海，純一郎曾協助她告白，最後告白被拒絕失戀。

#### 柊學園關係人
時坂朋也
純一郎的學弟，也是一名老師，第2學期開始於柊學園就職。
和純一郎同樣具有非常高超的遊戲天份，把純一郎視為自己的目標，並期望能與認真的純一郎較量。為了這個目的，於本校中征服其他組別成立黑組，一度幾乎統一整個柊本校。
柊有栖
柊学園的校長，理事長的表妹。純一郎稱呼為「麵包捲」。12月24日生。
以和理事長相反教育理念的斯巴達少女。視純一郎為這世界上最差勁的老師、像個癌細胞的男人。不相信有愉快的班級戰爭，目標是調教純一郎成為一個正正經經的教師。平時拿著教鞭。
樞操
女性型的自律思考型AI，柊學園的學生宿舍管理宿舍長。
曉昴
柊學園3年級生。「櫻軍」的團長。S級學生。
和純一郎在薯條店初次見面就喜歡上他。自稱「KS娘」。
能夠憑味覺嗅覺等等，透析一個人的思維情緒。
認為戀愛是為了填飽肚子的存在。

#### 學生的家族
七海父親（聲：無／無／家中宏）
本名不明。在兒子征十郎中學時便過世，生前為職業棒球選手。

### 東神明高中
美奈子（聲：無／蒼井聰美／雨宮天）
東神明高中三年級生。純一郎稱呼為「打臉女」。9月29日生。
曾經是不良組織的首領，過著逞兇鬥狠、自暴自棄的生活。網路上因為一位暱稱為k.y的網友一句「如果沒有英雄的話，那就自己成為英雄好了」而洗心革面，開始以成為聲優為目標。
脫離不良的生活後，被以前的夥伴鬼頭美保給欺負。之後被純一郎給解決了這個問題，並和美保和解。
得知了純一郎就是當時讓自己重新振作的網友k.y後，喜欢纯一郎。雖然和純一郎任職的學校不同，不過於故事中還是有數次登場。
七海剛開始混的時候，當時完全墮落的美奈子是他的前輩，因此七海十分尊敬美奈子。实力也在七海之上。
鬼頭美保（聲：無／無／巽悠衣子）
美奈子的同班同學。純一郎稱呼為「廚娘」。
以前和美奈子一起鬼混、在美奈子更生且以聲優為目標後與朋友一起欺負她。接受純一郎的課外授業更生、與美奈子和解。
尾上
耶魯大學出身的新人老師。

### 其他
九重九十九
純一郎與純音的外公。
文科省的最高長官，在政界在莫大的影響力，甚至連日本首相也只是其傀儡，因而被稱為「政界人偶師」。
對女兒美世(純一郎與純音的母親)百般疼愛，卻十分厭惡純一郎與純音的父親鑑公正。認為他奪去了女兒美世。此外會對與女兒相貌相似的外孫女純音格外關心。
第二部時，為暗中阻撓純一郎教育的幕後黑手。當鄂羅斯對S班宣戰時，對於此事，他說「鄂羅斯真是可憐」。
小宫泷（聲：無／無／松田利冴）
纯一郎在暑假巡逻时遇到的15岁少女，7月7日生，帮派【新神谕】（BON）的老大。純一郎稱呼為「隊長」。原来是美奈子的组织【神谕】（Black Oracle）的成员，在美奈子解散组织后召集不上学的学生成立了新组织，声称是BO的最后一员。在解决了和姐姐之间的问题后，决定明年要去读书。喜歡纯一郎。现已经作为偶像出道，并入读银杏学园。
小宫流（聲：無／無／松田飒水）
泷的双胞胎姐姐，7月7日生，纯音所崇拜的偶像团体【5th Queens】的成员之一。純一郎稱呼為「偶像姐姐」。从小被称为dragon（因为当有人碰到小宫泷时会触怒她，否则七海和美奈子联手也无法阻止），在演唱会间歇拜托纯一郎帮助泷脱离组织，后来在纯一郎的帮助下解开了和妹妹之间的心结，并且不再劝阻她离开BON，还加入了BON。和泷一样，决定明年要去读书。喜歡纯一郎。现已就读私立银杏学园。
赫尔·盖茨（聲：無／無／浪川大辅）
年幼天才程序员，Activison frigate的CEO，自称“国王”，枪战游戏COE世界大赛三连霸的王者，收购了藏持円家的KMC公司，如果圆不嫁给他就将原KMC的员工全部裁员。以藏持圆为赌注，在跟纯一郎的对决中完败，放弃了收购。后于美国再败于纯一郎后辈之手。
提姆·巴娜兹·凜（聲：無／無／高垣彩阳）
集合着人类最强的精英们的瑞士基本粒子物理研究所【CERM】的所长，5年前邀请纯一郎被纯一郎以“要看动画”为由拒绝，现在再度邀请并表示花费了五年时间在日内瓦牵上了鉴专用的电缆，被以“日内瓦没有秋叶原”为由再度拒绝。
无响零子（聲：無／無／花泽香菜）
私立柊学园本校1年级学生，天才少女，黑丝萝莉，拥有“只要看过一次，不管什么都能学会”的能力，称鉴纯一郎为“师傅”。从小在深山里过着接受各种枯燥测试的生活，从而不知什么是“有趣”，因为被纯一郎教了什么是“有趣”，对纯一郎言听计从，喜欢探寻有趣的事物。看了纯一郎的操作和研究过程后，自己操纵LHC（日本的）发现了希格斯玻色子（物理学家们再起不能）。实际在本校的等级为最低的E级。
桃園一也（聲：無／無／續木友子）
桃園牧奈的弟弟，曾把姐姐向純一郎沒收的稀有卡片拿去小學玩卡牌對戰遊戲，結果輸了比賽，卡片也被對方拿走，桃園牧奈把實情告訴他，但纯一郎以“在遊戲中輸掉的東西，就要以遊戲奪回來”來維護一也身為玩家的尊嚴，後來在純一郎的訓練之下，成功奪回那張稀有卡片。

## 出版書籍
| 冊數 | 小學館         | 小學館                                                  | 青文出版社    | 青文出版社             |
| 冊數 | 發售日期       | ISBN                                                    | 發售日期      | ISBN / EAN             |
| ---- | -------------- | ------------------------------------------------------- | ------------- | ---------------------- |
| 1    | 2012年3月16日  | ISBN 978-4-09-123570-1                                  | 2013年4月19日 | ISBN 978-986-310-586-2 |
| 2    | 2012年6月18日  | ISBN 978-4-09-123699-9                                  | 2013年8月22日 | ISBN 978-986-310-721-7 |
| 3    | 2012年9月18日  | ISBN 978-4-09-123817-7                                  | 2013年12月6日 | ISBN 978-986-310-847-4 |
| 4    | 2012年11月16日 | ISBN 978-4-09-124008-8                                  | 2014年3月6日  | ISBN 978-986-310-963-1 |
| 5    | 2013年2月18日  | ISBN 978-4-09-124180-1                                  | 2014年6月7日  | ISBN 978-986-356-043-2 |
| 6    | 2013年4月18日  | ISBN 978-4-09-124283-9                                  | 2014年9月4日  | EAN 471-801-600-957-8  |
| 7    | 2013年7月18日  | ISBN 978-4-09-124352-2                                  | 2015年2月4日  | EAN 471-801-601-161-8  |
| 8    | 2013年8月16日  | ISBN 978-4-09-124401-7                                  | 2015年9月12日 | EAN 471-801-601-352-0  |
| 9    | 2013年11月18日 | ISBN 978-4-09-124498-7 ISBN 978-4-09-159166-1（限定版） | 2016年3月21日 | EAN 471-801-601-663-7  |
| 10   | 2014年2月18日  | ISBN 978-4-09-124564-9 ISBN 978-4-09-159183-8（限定版） | 2016年6月8日  | EAN 471-801-601-874-7  |
| 11   | 2014年5月16日  | ISBN 978-4-09-124644-8                                  |               |                        |
| 12   | 2014年8月18日  | ISBN 978-4-09-125079-7 ISBN 978-4-09-159196-8（限定版） |               |                        |
| 13   | 2014年10月17日 | ISBN 978-4-09-125372-9                                  |               |                        |
| 14   | 2015年1月16日  | ISBN 978-4-09-125449-8                                  |               |                        |
| 15   | 2015年3月18日  | ISBN 978-4-09-125697-3                                  |               |                        |
| 16   | 2015年5月18日  | ISBN 978-4-09-126025-3                                  |               |                        |
| 17   | 2015年7月17日  | ISBN 978-4-09-126185-4                                  |               |                        |
| 18   | 2015年9月18日  | ISBN 978-4-09-126248-6                                  |               |                        |
| 19   | 2015年11月18日 | ISBN 978-4-09-126500-5                                  |               |                        |
| 20   | 2016年2月18日  | ISBN 978-4-09-126780-1                                  |               |                        |
| 21   | 2016年5月18日  | ISBN 978-4-09-127139-6                                  |               |                        |
| 22   | 2016年6月17日  | ISBN 978-4-09-127268-3                                  |               |                        |
| 23   | 2016年9月16日  | ISBN 978-4-09-127335-2                                  |               |                        |
| 24   | 2016年11月18日 | ISBN 978-4-09-127413-7                                  |               |                        |
| 25   | 2017年2月17日  | ISBN 978-4-09-127498-4                                  |               |                        |
| 26   | 2017年4月18日  | ISBN 978-4-09-127555-4                                  |               |                        |

## DRAMA CD
收錄於漫畫第12卷限定版。
- 劇本：持田康之、牧山昌弘
- 音響製作：S-Prism
- 音響監督：嶋澤綠
- Mixer：山田明寬
- 效果：Swara-pro
- A&R：宅島美咲

## 動畫

### SundayCM劇場
第1彈於2012年10月上旬播放。第2彈於2013年2月中旬播放。
- 製作：A-1 Pictures
- 監督：小倉宏文
- 人物設計：坂崎忠

### 電視動畫
2015年4月4日開始播放。

#### 製作人員
- 原作：東毅
- 監督：佐藤真人
- 系列構成：前川淳
- 角色設計：杉本功
- 音樂：高田龍一
- 製片人：米倉功人
- 總製片人：諏訪道彥
- 動畫製作：A-1 Pictures
- 制作：讀賣電視台、A-1 Pictures

#### 主題曲
片頭曲
「Youthful Dreamer」（第1話－第12話）
作詞、作曲、編曲：石田寬朗，主唱：TrySail
「vivid brilliant door!」（第13話－第24话）
作詞、作曲：田淵智也，編曲：古川貴浩，主唱：sphere
片尾曲
「DREAMIN'」（第1話－第12話）
作詞：藤林聖子，作曲：吉野貴晴，編曲：江口亮 ，主唱：東京勁舞娃娃
「MY ONLY ONE」（第13話－第24话）
作詞：Maria Okada，作曲、編曲：CLARABELL，主唱：9nine
劇中曲
（第4話）
作詞：前川淳，作曲、編曲：廣川惠一，主唱：叶美奈子（雨宮天）
（第4話）
作詞：前川淳，作曲、編曲：岡部啓一，主唱：式島切子（田所梓）

#### 各話列表
| 話數     | 標題                 | 劇本     | 分鏡              | 演出                | 作畫監督                                    |
| -------- | -------------------- | -------- | ----------------- | ------------------- | ------------------------------------------- |
| 第1節課  | 開始當高中老師       | 前川淳   | 大河桝玖          | 鈴木吉男            | 石川慎亮 福田紀之                           |
| 第2節課  | 社會的規則           | 前川淳   | 鈴木吉男          | 鈴木吉男            | 福田紀之 Kim BongDuk 石川慎亮               |
| 第3節課  | 追逐 in 秋葉原       | 大和屋曉 | 平野俊貴          | 石田暢              | 黃榮植                                      |
| 第4節課  | 女僕的品格           | 大和屋曉 | 平野俊貴          | 安藤健              | 黃榮植                                      |
| 第5節課  | 銀杏學園的怪物       | 前川淳   | 佐野隆史          | 岡戶智凱            | 柳考相                                      |
| 第6節課  | 有趣的景色           | 前川淳   | 佐野隆史          | 石井和彥            | 福田紀之 柳考相                             |
| 第7節課  | 美少女的秘密         | 大和屋曉 | 四阿藏志          | 石井和彥            | 阿部弘樹 大野勉                             |
| 第8節課  | 不上學的孩子是大老師 | 前川淳   | 平野俊貴          | 鈴木吉男 古谷田順久 | 石川慎亮 Kim BongDuk                        |
| 第9節課  | 遊戲之國的少女       | 大和屋曉 | 平野俊貴          | 岡戶智凱            | 柳考相                                      |
| 第10節課 | 光太郎的憂鬱         | 大和屋曉 | 平野俊貴          | 所俊克              | KIM EUN HA KIM JEONG EUN 佐藤勝行           |
| 第11節課 | 外面的世界           | 前川淳   | 佐野隆史          | 古谷田順久          | PARK SEONKYEONG HWANG YOUNGSIK 福田紀之     |
| 第12節課 | 露潔vs法斯特         | 前川淳   | 佐野隆史          | 前園文夫            | 仲野彰子                                    |
| 第13節課 | 從日內瓦來的博士     | 大和屋曉 | 佐藤真人          | 石井和彥            | 石川慎亮 Kim BongDuk HWANG YOUNGSIK         |
| 第14節課 | 審價的女人           | 大和屋曉 | 平野俊貴          | 鈴木吉男            | KIM BONGDUK HWANG YOUNGSIK 福田紀之         |
| 第15節課 | 未婚夫是遊戲王者     | 大和屋曉 | 平野俊貴          | 西村大樹            | 中野彰子                                    |
| 第16節課 | 想要成佛！           | 前川淳   | 佐野隆史          | 石井和彥            | 石川慎亮 KIM BONGDUK HWANG YOUNGSIK         |
| 第17節課 | 初次上學引發大騷動   | 前川淳   | 前園文夫          | 前園文夫            | KIM BONGDUK HWANG YOUNGSIK                  |
| 第18節課 | 玩家的自尊           | 前川淳   | 佐藤真人          | 西村大樹            | 中野彰子                                    |
| 第19節課 | 街頭少女             | 大和屋曉 | 平野俊貴          | 石井和彥            | 阿倍弘樹 福田紀之 石川慎亮                  |
| 第20節課 | 雙胞胎偶像           | 大和屋曉 | 平野俊貴          | 鈴木吉男            | 柳考相 栗井重紀                             |
| 第21節課 | 家庭連者晉見！       | 大和屋曉 | 平野俊貴          | 前園文夫            | 福田紀之 柳考相                             |
| 第22節課 | 鑑的城堡             | 前川淳   | 佐藤真人          | 石井和彦            | 宍戶久美子 KIM BONGDUK HWANG YOUNGSIK       |
| 第23節課 | 謎樣一日體驗入所者   | 前川淳   | 大川桝玖 平野俊貴 | 鈴木吉男            | KIM BONGDUK HWANG YOUNGSIK                  |
| 第24節課 | 我的教育方针         | 前川淳   | 佐藤真人          | 佐藤真人            | 福田憲之 Kim BongDuk HWANG YOUNGSI 石川慎亮 |

#### 播放單位
| 播放期間                     | 播放時間           | 播放電視台                                             | 播放地區 | 備考                          |
| ---------------------------- | ------------------ | ------------------------------------------------------ | -------- | ----------------------------- |
| 2015年4月4日 - 9月26日       | 週六 17:30 - 18:00 | 讀賣電視台（製作局）等 日本電視網系列（NNS）全網局28局 | 日本全國 |                               |
| 2015年4月5日 - 9月27日       | 週日 7:00 - 7:30   | 大分電視台                                             | 大分縣   | NNS/FNS跨網局                 |
| 2015年8月7日 - 2016年1月22日 | 週五 19:00 - 19:30 | Animax                                                 | 日本全域 | 有重播時段                    |
| 2016年7月24日 - 8月16日      | 每天 18:30 - 19:00 | Animax HD                                              | 臺灣     | 中華電信MOD UTC+8，有重播時段 |

| 刊登期間          | 更新時間      | 刊登網站 | 備考                    | 2015年4月6日 - 9月28日 |
| ----------------- | ------------- | -------- | ----------------------- | ---------------------- |
| 每週一 12:00 更新 | 萬代頻道      | 付費     | 2015年4月13日 - 10月5日 | 每週一 12:00 更新      |
| GYAO!             | 最新話1週免費 |          |                         |                        |

## 外部連結
- WEB Sunday | 電波教師（日語）
- 讀賣電視台 | 電視動畫官方網站 （页面存档备份，存于）（日語）
- 週刊少年Sunday×NICO NICO静畫 （页面存档备份，存于）（日語）

| 讀賣電視台 星期六 17:30 節目 | 讀賣電視台 星期六 17:30 節目       | 讀賣電視台 星期六 17:30 節目 |
| ---------------------------- | ---------------------------------- | ---------------------------- |
|                              | 電波教師 （2015年4月4日－9月26日） |                              |
| 魔術快斗1412                 | 金田一少年之事件簿R（第2期）       |                              |

| Animax HD 星期一至日 18:30－19:00 節目 | Animax HD 星期一至日 18:30－19:00 節目 | Animax HD 星期一至日 18:30－19:00 節目 |
| -------------------------------------- | -------------------------------------- | -------------------------------------- |
|                                        | 電波教師 （2016年7月24日－8月16日）    |                                        |
| K-ON!!輕音部                           | 元氣少女緣結神 第二季 重播             |                                        |